# Ana Padrão
Pour les articles homonymes, voir Padrão.
Ana Paula Padrão, née le 4 juillet 1967 à Lisbonne, est une actrice portugaise, lauréate en 2017 du Prix Sophia et du Globo de Ouro de la meilleure actrice pour son rôle dans Jogo de Damas.

## Filmographie
(octobre 2017).
- 1987 : Association de malfaiteurs
- 1987 : Mãe Coragem e os Seus Filhos TV
- 1988 : Ceia de Natal TV
- 1988 : Histórias Que o Diabo Gosta TV
- 1988 : La Valise en carton (A Mala de Cartão) TV : Natália
- 1988 : Passerelle TV : Catarina
- 1989 : Mar à Vista : Filipa
- 1990 : 1871 : Séverine
- 1990 : A Ilha : la sirène
- 1990 : Claxon TV
- 1991 : Jolly Joker (Le joker) TV
- 1991 : My Daughter's Keeper : Rosa Marques
- 1991 : Napoléon et l'Europe TV
- 1992 : Le Jour du serpent TV
- 1992 : Le Lieutenant Lorena (Aqui D'El Rei!) TV (voix) : Rosa
- 1993 : Coitado do Jorge : Julie
- 1993 : Conto de Natal TV
- 1993 : Deux justiciers dans la ville TV : Sophie Balmin
- 1993 : L'Éternel Mari TV
- 1993 : Le Fil de l'horizon (O Fio do Horizonte) : une prostituée
- 1993 : Renseignements généraux TV : Linda
- 1994 : Det bli'r i familien : Constanca
- 1994 : Fado majeur et mineur : Ninon
- 1995 : La Comédie de Dieu (A Comédia de Deus) : Senhora Arquitecta
- 1996 : Camilo & Filho Lda. TV : Xana
- 1996 : Cinco Dias, Cinco Noites : Zulmira
- 1997 : Un malade en or TV
- 1998 : A Tempestade da Terra
- 1998 : Ballet Rose - Vidas Proibidas TV : Genoveva
- 1998 : Mes enfants étrangers TV : Eva
- 1998-1999 : Médico de Família TV : Dr Sofia
- 1999-2000 : Todo o Tempo do Mundo TV
- 1999-2002 : Residencial Tejo TV : Marta
- 2000 : Amo-te, Teresa TV : Teresa
- 2000 : Crianças SOS TV : Dra Margarida Pereira
- 2000 : O Segredo (2000) : Maria João
- 2002 : Gente Feliz com Lágrimas TV : Marta
- 2002 : La balsa de piedra : Joana
- 2002 : Um Estranho em Casa TV : Rosário
- 2003 : Beijo : Manuela
- 2003 : Les immortels (Os Imortais) : Sara
- 2003 : O Jogo TV : Pilar
- 2004 : Le Miracle selon Salomé (O Milagre segundo Salomé) : Dona Rosa
- 2004-2005 : Mistura Fina TV : Madalena Fraga
- 2005 : Diário de Sofia TV : Helena
- 2005 : Love Online TV : Maria
- 2006-2007 : Jura TV : Teles
- 2007 : Call Girl : Inês
- 2007 : The Lovebirds : Rosa
- 2007 : Vingança TV : Countess
- 2007-2008 : Resistirei TV : Inês/Luísa Paiva
- 2008 : Amália : Mãe de Amália
- 2008 : Podia Acabar o Mundo TV : Luísa Morais
- 2008 : Um Amor de Perdição : Preciosa
- 2008 : Velocidade de Sedimentação
- 2009 : A Esperança Está Onde Menos Se Espera : Helena Figueiredo
- 2009 : A Outra : Inês
- 2009 : A Vida Privada de Salazar TV : Carolina Asseca
- 2009 : Os Sorrisos do Destino : Ada Albuquerque
- 2009 : Pai à Força TV : Luísa
- 2009 : Quando o Anjo e o Diabo Colaboram : Alcoviteira
- 2009 : Second Life : Flower Shop Attendant
- 2009 : Uma Aventura na Casa Assombrada : Leonor
- 2010 : Gigola : Sybil/Alice
- 2010 : Um Noivado do Dafundo (TV)
- 2011 : A Família Mata TV : Natércia
- 2011 : Dois Tempos
- 2011 : Espírito Indomável TV : Beatriz Figueira
- 2011 : Lá em Baixo
- 2011 : Laços de Sangue (TV) : Helena
- 2011 : Rosa Fogo TV : Amélie Sampaio
- 2012 : Photo de Carlos Saboga
- 2012 : Operação Outono de Bruno de Almeida (pt)
- 2016 : Champ de vipères (court-métrage de 19 minutes) : Cristèle Alves Meira